# Promissão (ort)
Promissão är en ort i Brasilien.   Den ligger i kommunen Promissão och delstaten São Paulo, i den södra delen av landet, 700 km söder om huvudstaden Brasília. Promissão ligger 428 meter över havet och antalet invånare är 27 031.
Terrängen runt Promissão är platt. Närmaste större samhälle är Lins, 19,8 km sydost om Promissão.
Omgivningarna runt Promissão är en mosaik av jordbruksmark och naturlig växtlighet. Runt Promissão är det ganska glesbefolkat, med 50 invånare per kvadratkilometer.